# Шёнбруннский договор
Шёнбруннский союзный договор 1805 года — договор о наступательно-оборонительном союзе между Пруссией и Францией, подписанный 15 декабря 1805 года во дворце Шёнбрунн, где на тот момент находилась ставка Наполеона I.
Договор был составлен в условиях быстро менявшейся в конце 1805 года военно-политической обстановки в Европе. Со стороны Франции его подписал генерал Мишель Дюрок, со стороны Пруссии — министр Кристиан фон Хаугвиц, который явился в Шёнбрунн для вручения Наполеону прусского ультиматума в соответствии с Потсдамской союзной конвенцией 1805. Узнав о победе французских войск под Аустерлицем, Хаугвиц изменил тактику и пошёл на заключение договора.
По Шёнбруннскому союзному договору Пруссия отказывалась от части своих владений: — герцогства Клеве, княжества Невшатель и маркграфства Ансбах, которые передавались союзнице Франции — Баварии. Взамен она получала отнятый Францией в 1803 году у Англии Ганновер, что должно было по расчёту Наполеона поссорить Пруссию и Англию.
Основные условия Шёнбруннского договора, который не был ратифицирован прусским королём Фридрихом Вильгельмом III, вошли, будучи несколько утяжелёнными для Пруссии, в заменивший его Парижский договор между Францией и Пруссией, подписанный 15 февраля 1806 года. После закрытия Пруссией в соответствии с этим договором своих портов, через которые с ней вела торговлю Англия, последняя начала в апреле 1806 года против Пруссии войну на море.

## Публикация
- Recueil des traites de la france, t.2, Paris 1880.